# National Post
National Post är en kanadensisk engelskspråkig tidning baserad i Don Mills i Toronto. Den ges ut av Postmedia Network måndag till lördag, och grundades 1998 av mediemagnaten Conrad Black.
Tidningen är konservativ, och hade 2011 en upplaga på 144 116 på vardagar och 152 487 på lördagar.